# T-600
El Cyberdyne Systems T-600 es un androide antecesor de la serie 800 (cyborg), en el universo ficticio de las películas Terminator. Programado para matar. Gracias al androide se ha saltado al paso para las misiones de infiltración de los robots inteligentes. Este modelo es mencionado por Kyle Reese en la primera entrega de la saga, pero no hace aparición hasta Terminator Salvación y aparece por segunda vez en la serie Las crónicas de Sarah Connor.

## Características
Las diferencias con su sucesor (el modelo T-800) son, menor velocidad, inteligencia y agilidad, además de ser de una aleación inferior a la del T-800, el T-600 se oxidaba con la humedad o cualquier contacto con el agua (se pueden apreciar esos detalles en Terminator Salvación, cuando hace su aparición más notoria). Otras diferencias son la falsa piel de goma, fácilmente diferenciable de un ser humano (detalle mencionado por el padre de John Connor cuando conoció a Sarah Connor en la primera película de la saga Terminator), su lento caminar, y un mayor tamaño respecto al T-800, lo que lo hace más temible en el campo de batalla, pero menos sugestivos para las misiones de infiltración. Van equipados con una ametralladora rotativa Minigun y una mochila llena de cintas de balas. Su motor está levemente expuesto en la nuca (según una emisión de radio de John Connor en el cuarto film).